# SNCF BB 13000
Die BB 13000 waren Elektrolokomotiven für den Einsatz vor leichten Güterzügen und Personenzügen auf dem mit einer Spannung von 25 kV 50 Hz betriebenen Wechselstromnetz im Norden Frankreichs. Sie wurden im Rahmen der Elektrifizierung der Hauptstrecke Valenciennes–Thionville zusammen mit den Baureihen BB 12000, CC 14000 und CC 14100 beschafft, die alle den Spitznamen Fers à repasser ‚Bügeleisen‘ trugen.

## Geschichte

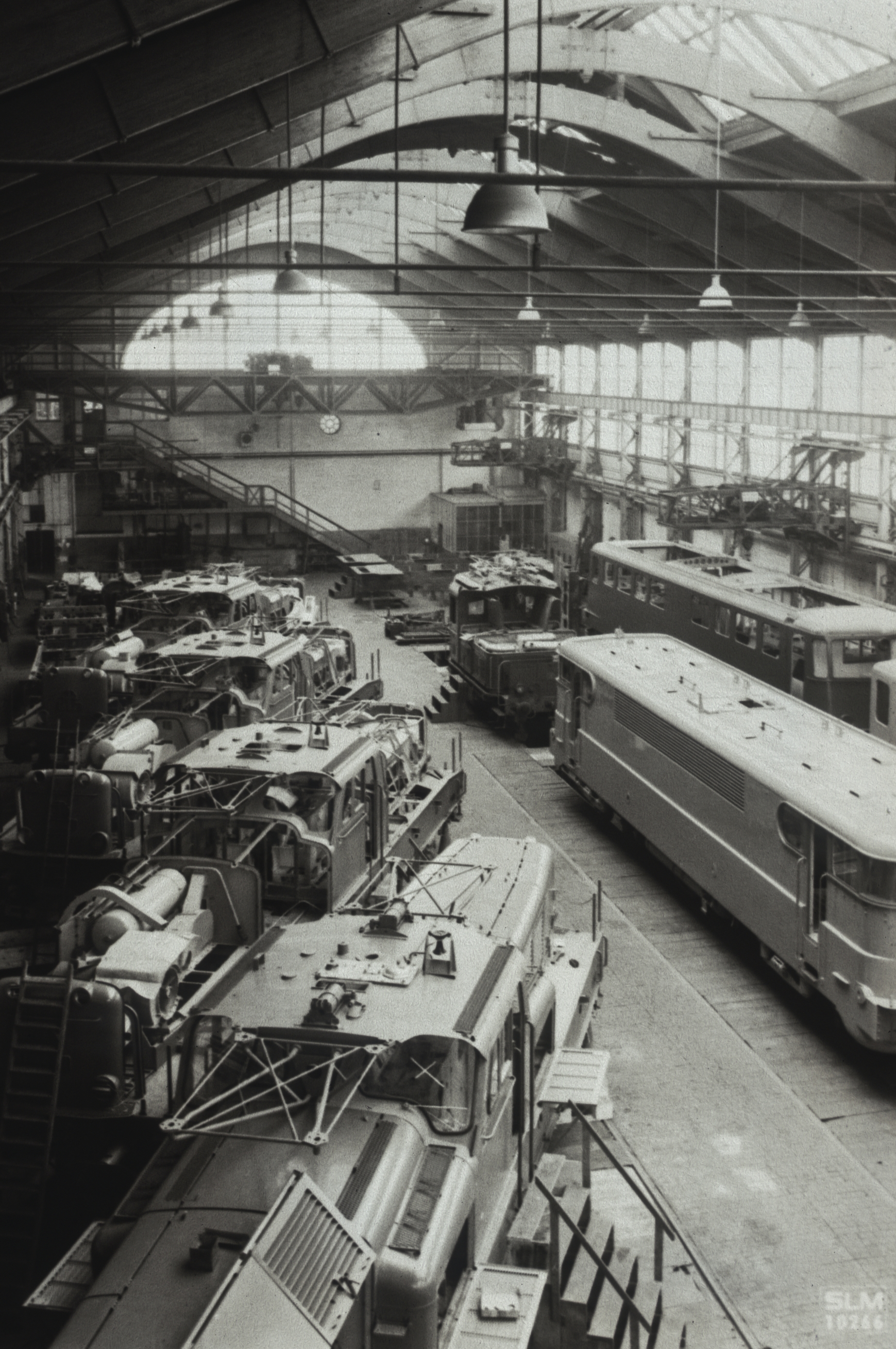
Vier BB 13000 in der Montagehalle der SLM in Winterthur im Jahre 1957

### Elektrifizierung Valenciennes–Thionville
Obwohl schon vor dem Ersten Weltkrieg mehrere mitteleuropäische Bahnen die Elektrifizierung ihrer Bahnnetze mit 15 kV 16 2⁄3 Hz begannen, wurde an der Technik zur Verwendung von 50 Hz-Wechselstrom aus dem Landesnetz weitergearbeitet. In den 1920er-Jahren entwickelte in Ungarn Kálmán Kandó, Chefingenieur bei Ganz in Budapest, eine erste brauchbare Lokomotive, die mit 50 Hz-Strom betrieben werden konnte. Es folgten Versuche auf der Höllentalbahn im Schwarzwald und einer französischen Strecke in den Alpen von Savoyen. Die Versuche überzeugten, sodass Frankreich als erstes Land beschloss, eine Hauptstrecke zu elektrifizieren. Dafür wurde die Strecke Valenciennes–Thionville gewählt, die sowohl Kohle- und Erztransporte für die Schwerindustrie in der Region bewältigen musste und auch eine wichtige Verbindung von England nach Mitteleuropa darstellte.
Der Betrieb mit Dampflokomotiven war auf der Strecke mit Steigungen bis 11 ‰ nicht sehr profitabel, weshalb die 304 Dampflokomotiven durch 105 Elektrolokomotiven ersetzt werden sollten. Es waren 85 sechsachsige Lokomotiven für schwere Güterzüge und 20 vierachsige für leichte Güterzüge und die Personenzüge vorgesehen, wobei vier verschiedene Baureihen bereitgestellt wurden. Jede Baureihe wurde in einer anderen Technik ausgeführt. Die Bestellung umfasste:
- BB 12000: 5 vierachsige Lokomotiven mit Stufenschalter-Steuerung, Ignitron-Gleichrichter und Wellenstrommotoren
- BB 13000: 15 vierachsige Lokomotiven mit Stufenschalter-Steuerung und Einphasen-Reihenschlussmotoren
- CC 14000: 20 sechsachsige Lokomotiven mit rotierendem Umformer und Asynchronmotoren mit Kurzschlussläufer
- CC 14100: 65 sechsachsige Lokomotiven mit rotierendem Umformer und Gleichstrommotoren.

Da die BB 12000 im Verdacht standen, aufgrund der von den Gleichrichtern verursachten Oberwellen elektromagnetische Störungen in den Telefonleitungen und den Gleisstromkreisen zu verursachen, wurden zunächst nur fünf Lokomotiven dieser Baureihe bestellt. Der größere Teil der vierachsigen Lokomotiven sollte mit klassischen Einphasen-Reihenschlussmotoren ausgerüstet werden, deren Nachteile bei Speisung mit 50 Hz-Strom bekannt waren. Die Lokomotiven waren für die Beförderung von 990-t-Zügen ausgelegt. Bei Versuchsfahrten konnte mit der BB 13001 auf einer 10-‰-Steigung ein 1150-t-Zug angefahren werden. Der ersten Serie von 15 Lokomotiven folgte eine zweite mit auf 120 km/h gesteigerter Höchstgeschwindigkeit, da sich die 105 km/h außerhalb des ursprünglichen Einsatzgebietes in den Ardennen als zu niedrig erwiesen.

### Bau
Die BB 13000 wurden von den unten aufgeführten Maschinenbau- und Elektrotechnikunternehmen aus Frankreich und der Schweiz gebaut. Die Schweizer Industrie erhielt den Auftrag als Gegenleistung für Bankkredite, die die Schweizerische Eidgenossenschaft Frankreich für die Elektrifizierung der Strecke Réding–Basel gewährt hatte, die einerseits den Verkehr in Richtung Paris beschleunigte und andererseits Basel von Dampf- und Diesellokomotiven befreite. Die Lokomotive 13001 wurde als allererstes Fahrzeug für die 25 kV 50 Hz-Elektrifizierung in Nordfrankreich am 2. Juli 1954 abgeliefert. Die restlichen Lokomotiven folgten bis 1961, wobei die Lieferreihenfolge nicht den Fahrzeugnummern entsprach.
Maschinenbauunternehmen
- Société des forges et ateliers du Creusot (SFAC) in Le Creusot
- Forges et ateliers de constructions électriques de Jeumont (Jeumont) in Paris
- Fives-Lille in Lille
- Schweizerische Lokomotiv- und Maschinenfabrik (SLM) in Winterthur

Elektrotechnikunternehmen
- Le Matériel électrique Schneider-Westinghouse (SW) in Paris
- Maschinenfabrik Oerlikon (MFO) in Zürich
- Brown, Boveri & Cie. (BBC) in Basen
- Société Anonyme des Ateliers de Sécheron (SAAS) in Genf

Die Lieferung der Lokomotiven teilte sich wie folgt auf die Hersteller auf:
| Nummern     | Ablieferung | Anzahl | Land       | Mechanik Fabriknummern | Elektrik    |
| ----------- | ----------- | ------ | ---------- | ---------------------- | ----------- |
| 13001–13015 | 1954–1955   | 15     | Frankreich | SFAC                   | Jeumont     |
| 13016–13024 | 1955–1956   | 09     | Frankreich | Fives-Lille, SFAC      | SW, Jeumont |
| 13025–13036 | 1958–1959   | 12     | Schweiz    | SLM 4165–4176          | MFO         |
| 13037–13044 | 1958        | 08     | Schweiz    | SLM 4177–4184          | BBC         |
| 13045–13049 | 1960–1961   | 05     | Schweiz    | SLM 4185–4189          | SAAS        |
| 13050–13053 | 1957        | 04     | Frankreich | Fives-Lille            | Jeumont     |
| Total       |             | 53     |            |                        |             |

### Einsatz
Die ersten BB 13000 waren dem Depot Mohon zugeteilt. Es stellte sich schnell heraus, dass die Lokomotiven aufgrund der heiklen Fahrmotoren nur für leichte Züge geeignet waren, die schnell beschleunigt werden konnten. Die ersten kommerziellen Einsätze erfolgten ab Juni 1955, als der elektrische Betrieb auf der Strecke Valenciennes–Thionville möglich war. Sie lösten in diesem Bereich die Pacific-Lokomotiven vor den Schnellzügen Paris–Luxemburg, Calais–Basel und Nancy–Lille ab. Anfangs mussten die Lokomotiven noch mit Heizwagen eingesetzt werden, weil die meisten Reisezugwagen nur eine Dampfheizung hatten. Nachdem die Elektrifizierung Ende 1956 Forbach und Straßburg erreicht hatte, wurden die bis dahin gelieferten 18 Lokomotiven an das Depot Straßburg abgegeben, damit in Mohon Platz für weitere Güterzuglokomotiven der Reihen CC 14000 und CC 14100 entstand. Die restlichen BB 13000 wurden direkt nach Straßburg geliefert. Im Mai 1957 erreichte die Fahrleitung Basel, sodass die Züge Basel–Paris bis Réding bei Sarrebourg elektrisch bespannt werden konnten. Ab April 1959 verkehrten auch die Züge von Paris über Metz in Richtung Deutschland mit BB 13000, der Traktionswechsel erfolgte in Bar-le-Duc. Die BB 13000 fuhren in dieser Zeit monatlich bis zu 20.000 km.
In den Jahren 1957 bis 1961 erschienen die BB 16000 in Straßburg. Diese Lokomotiven mit einer Höchstgeschwindigkeit von 160 km/h waren für den Dienst vor Schnellzügen vorgesehen, wo sie die BB 13000 verdrängten. Diese wurden nun auch vor leichten, schnellen Güterzügen und Leermaterialzügen eingesetzt. Ab den 1960er-Jahren wurde die erste Serie mit der geringeren Höchstgeschwindigkeit nur noch im Regionalverkehr um die großen Städte eingesetzt, denn es gab noch keine Triebwagen, die unter 25 kV 50 Hz verkehren konnten. Die für 120 km/h geeigneten Lokomotiven der zweiten Serie wurden bevorzugt vor den Express- und Schnellzügen eingesetzt. Die Ölpreiskrise in den 1970er-Jahren bewirkte einen starken Verkehrsrückgang, sodass monatliche nur noch einige Tausend Kilometer von den BB 13000 gefahren wurden. Zwischen 1982 und 1992 wurden die Lokomotiven der ersten Serie ausrangiert. Sie legten in 30 bis 35 Dienstjahren zwischen 2,7 und 3,6 Mio. Kilometer zurück.

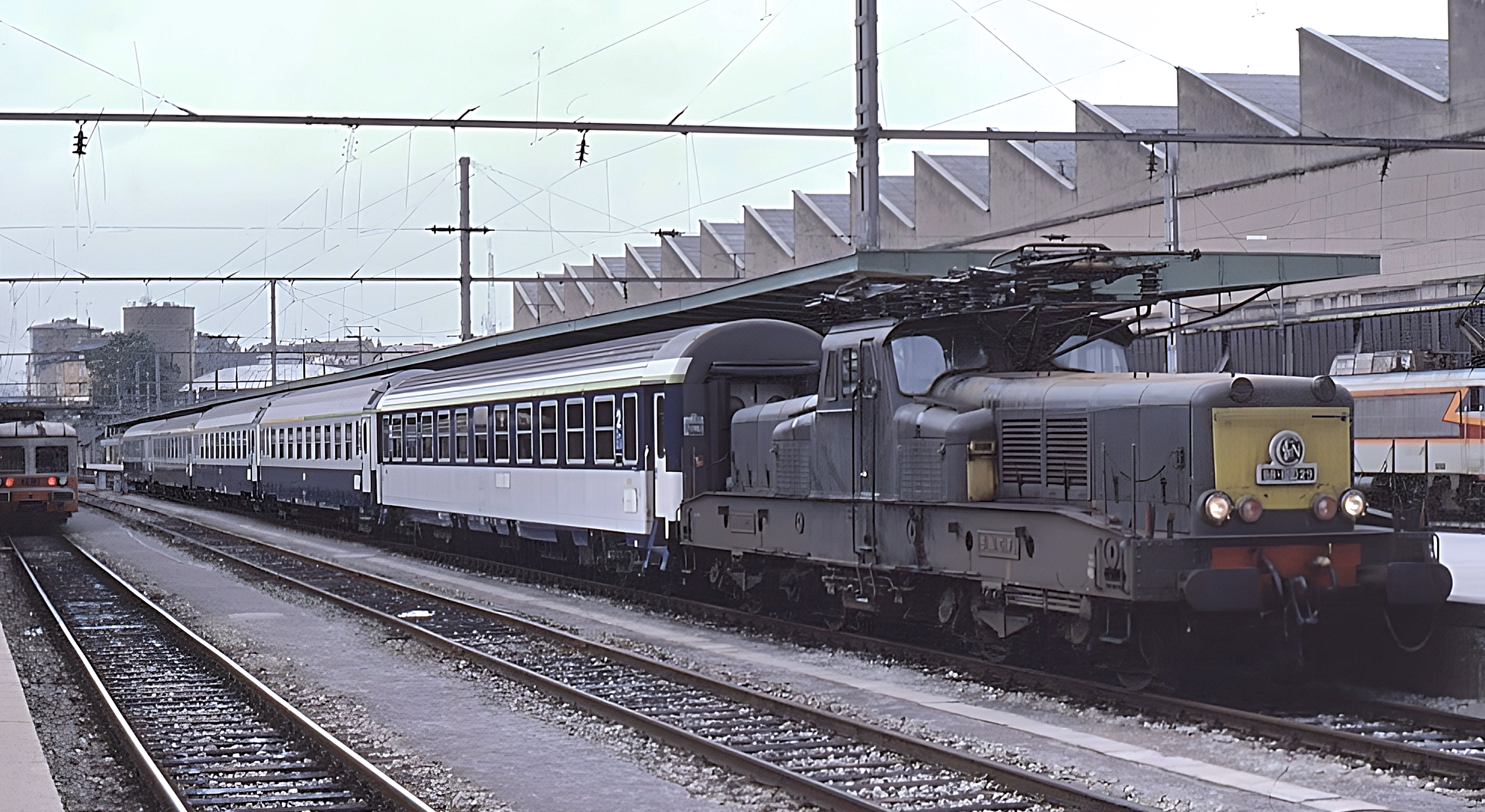
Die grüne BB 13029 in Luxemburg im Jahre 1987

Die Lokomotiven der zweiten Serie erhielten Anfang der 1980er-Jahre die Hauptluftbehälterleitung nachgerüstet, damit sie auch vor Zügen mit Corail-Wagen verkehren konnten. In den Jahren 1985 und 1986 wurden zehn Lokomotiven ausrangiert im Hinblick auf die baldige Ablieferung der Z 11500-Triebwagen und den BB 26000. Die neuen Triebwagen konnten aber aus Kapazitätsgründen die Regionalzüge mit den BB 13000 nicht ersetzen und die Inbetriebsetzung der BB 26000 verzögerte sich, sodass einige BB 13000 eine außerordentliche Revision erhielten, um ihre Nutzungsdauer zu verlängern. Zwischen 1991 und 1994 wurden dann die restlichen Lokomotiven ausrangiert. Sie wurden durch Triebwagen und durch RIB-Züge abgelöst, welche die Leistungen der BB 13000 übernahmen. Die meisten Lokomotiven der zweiten Serie hatten bis zu ihrer Ausrangierung zwischen drei und vier Millionen Kilometer zurückgelegt, kaum mehr als die viel langsameren CC 14100.

## Erhaltene Fahrzeuge
- BB 13044 – Diese Lokomotive gelangte nach der Ausrangierung im Jahre 1994 zu Eurotunnel, wo sie als Elektrant für die Wartung der Kanaltunnelzüge genutzt wurde, bis sie ins Centre de la Mine et du Chemin de Fer (CMCF), einem Gruben- und Eisenbahnmuseum bei Oignies gelangte, wo sie nicht betriebsfähig aufgearbeitet werden soll.
- BB 13052 – Lokomotive im Besitz des Eisenbahnmuseums Mülhausen, zeitweise in der Außenstelle Mohon eingelagert.[8]
- Fahrmotor –  ein Fahrmotor der BB 13000, ebenfalls im Eisenbahnmuseum Mülhausen ausgestellt.[5]

## Technik

### Mechanik

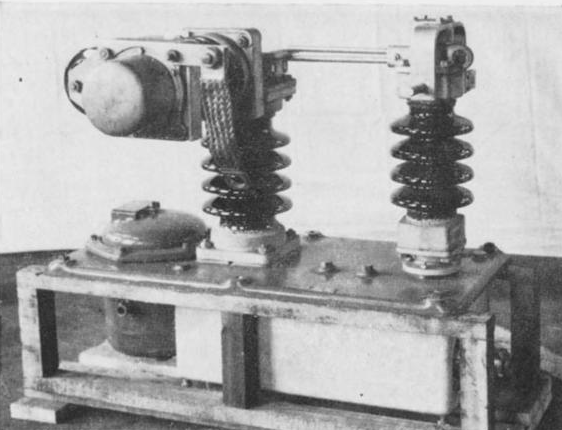
Druckluft-Hauptschalter DBTF von CEM in Lizenz von BBC gebaut

Die gleiche kostengünstige Konstruktion wurde für alle Lokomotiven der ersten 25-kV-50-Hz-Elektrifizierung in Frankreich verwendet: Ein starrer Bodenrahmen trägt die elektrische Ausrüstung, die unter zwei langen, leicht zu den Pufferbohlen hin abfallenden Vorbauten untergebracht ist. Zwischen den Vorbauten befindet sich der Mittelführerstand, auf dessen Dach die beiden Scherenstromabnehmer und der DBTF-Drucklufthauptschalter von BBC angeordnet sind. Unter dem Führerstand, zwischen den Drehgestellen, befindet sich der Transformator.
Die Drehgestelle sind denen der SNCF BB 9003 und 9004 ähnlich. Der H-förmige Rahmen besteht aus einem zentralen Stahlgussstück mit angeschweißten Blechteilen, welche die Längsträger verlängern. Der Rahmen wird über Wickelfedern auf zwei Längsträgern abgestützt, welche die beiden als Gleitlager ausgeführten Achslager einer Seite verbinden. Die Längskräfte werden über zwei diagonale Zugstange auf den Drehgestellrahmen übertragen. Der Wagenkasten stützt sich über einen pendelnden Querträger auf das Drehgestell ab. Am Querträger sind Drehzapfen und Seitenstützen befestigt, die auf dem Drehgestellrahmen gleiten. Die Sekundärfederung ist mit Blattfedern ausgeführt. Die Längskräfte werden über Tiefzugstangen auf den Lokkasten übertragen. Im Drehgestell sind die beiden Fahrmotoren voll abgefedert gelagert. Sie treiben über einen Jacquemin-Antrieb die Radsätze an. Die Getriebe sind jeweils mit einem Zwischenrad ausgeführt.

### Elektrik

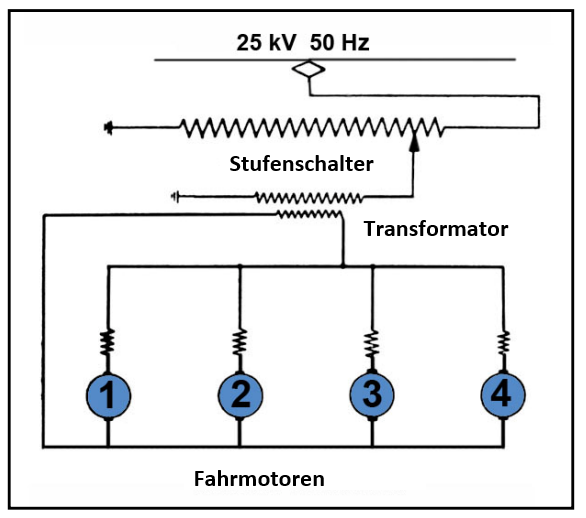
Hauptstromschema der BB 13000

Trotz der bekannten technischen Schwierigkeiten mit einphasigen Reihenschlussmotoren, die mit 50 Hz-Strom betrieben wurden, hoffte man, diese Lösung umsetzen zu können, weil die Steuerung der Leistung relativ einfach zu realisieren war und die Technik bereits bei den 16 2⁄3 Hz-Bahnen bekannt war. Die Einphasen-Reihenschlussmotoren wurden über einen Transformator mit Stufenschalter mit Energie versorgt. Alle Fahrmotoren waren parallelgeschaltet.

#### Transformator
Der ölgekühlte Transformator nach dem von BBC entwickelten Konzept mit Autotransformator und Hochspannungsstufenschalter ausgeführt. Er bestand aus zwei Teilen: dem Autotransformator mit dem vertikalen Flachbahnstufenschalter, der die Spannung zwischen 0 und 13,3 kV regelte und dem Traktionstransformator mit festem Übersetzungsverhältnis, der die Spannung von maximal 330 V den Fahrmotoren zuführte. Der Stufenschalter wurde manuell über eine mechanische Steuerung bedient, die sich auf beiden Seiten des Führerstandspults befand. Die Transformatoren der ersten 15 Lokomotiven hatten eine Scheinleistung von 3150 kVA, die nachfolgenden 4080 kVA. Weiter war im Transformator die 1500-V-Wicklung für die Zugheizung untergebracht sowie eine 450-V-Wicklung für die Hilfsbetriebe. Der Transformator und Stufenschalter wog 10,8 t. Er wurde mit einem DBTF-Druckluft-Hauptschalter von BBC mit der Oberspannung verbunden.

#### Fahrmotor
Die Einphasen-Reihenschluss-Fahrmotoren vom Typ Jeumont MS92 waren ohne Kompensationswicklung mit 18 Polen und 90 Kohlebürsten. Zum Verringern des Kurzschlussstroms beim Anfahren waren die Wicklungen mit Widerstandsverbindern mit dem Kollektor verbunden. Während der Fahrt musste die Wendefeldspannung in der Phasenwinkel verschoben werden um eine gute Kommutierung zu erreichen. Bei tiefen Drehzahlen wurden dem Wendefeld Widerstände parallel geschaltet, bei mittleren Kondensatoren und bei hohen Drehzahlen Drosselspulen. Die Schaltung erfolgte abhängig von den eingestellten Stufen des Fahrschalters. Jeder Motor wog 4,35 t.

#### Hilfsbetriebe
Die Hilfsbetriebe wurden über ein 3 × 380-V-Drehstrom-Bordnetz versorgt, dass durch einen Arnó-Umformer erzeugt wurde. Mit dem Drehstromnetz wurde der Kompressor, die beiden Fahrmotorlüfter, die Ölpumpe des Transformators und die Führerstandheizung mit Energie versorgt.

## Anstrich
Bei Ablieferung hatten die Lokomotiven einen graublauen Anstrich, der Mitte der 1960er-Jahre verschwand. Nur an Ausstellungen gab es auch Maschinen, bei welchen die Längsträger bei den Achslagern blau und der Bereich um die Führerstandsfenster grau gestrichen war. Ab 1961 wurde an einzelnen Lokomotiven die Frontseite der Vorbauten gelb gestrichen um die Sichtbarkeit im Gleisbereich zu verbessern. Später erhielten die Lokomotiven einen Anstrich in keltischem Grün.

## Übernamen

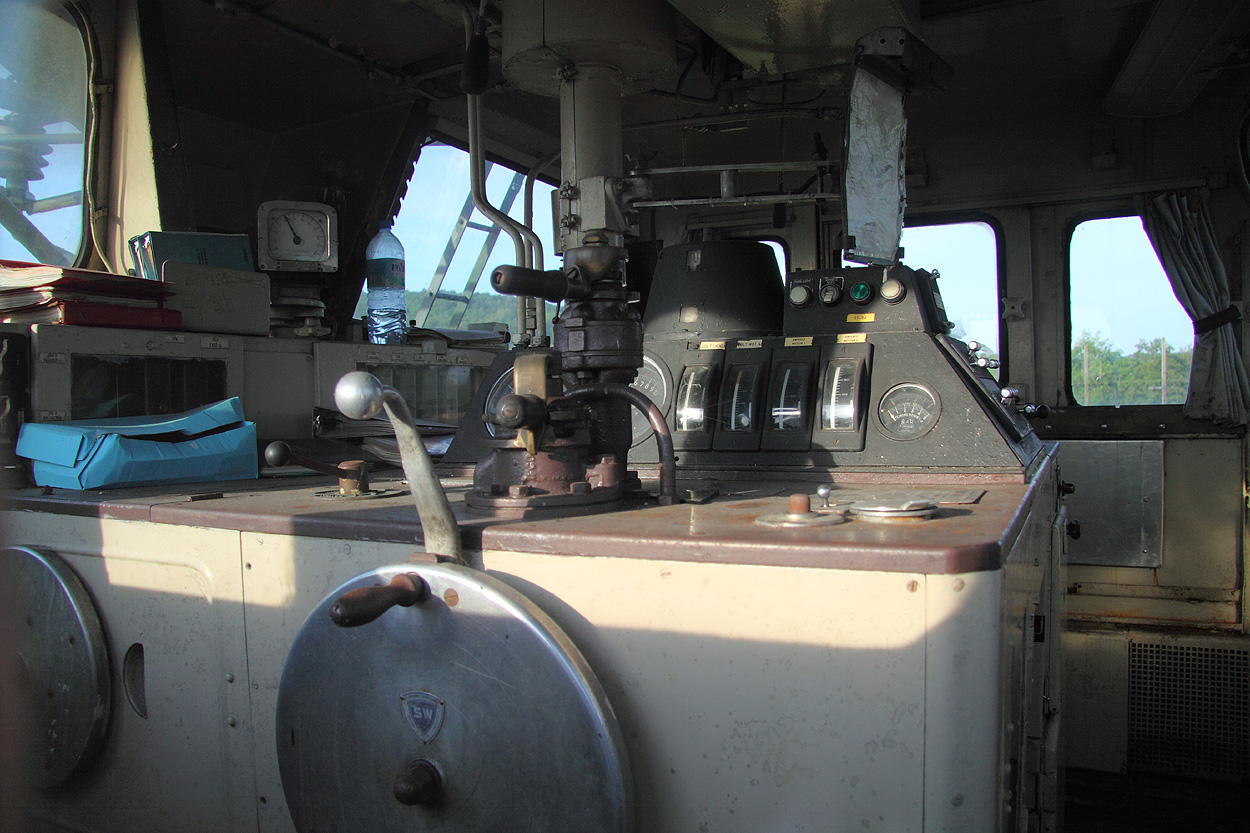
Führerstand der BB 12000, der praktisch gleich der BB 13000 war. Vorne der scheibenförmige Fahrschalter, darüber Führerbremsventil und Ventil der direkten Bremse, dahinter Anzeigeinstrumente für Ströme und Spannungen, darüber der konische Aufbau der Stufenanzeige. Blickrichtung quer zur Fahrrichtung.

Die Lokomotiven trugen mehrere Übernamen. Der Spitzname Fers à repasser ‚Bügeleisen‘ ist am häufigsten anzutreffen. Er spielt auf die langen Vorbauten und das weit über die Stirnfronten des Mittelführerstandes herausragende Dach an, die zusammen der Lokomotive ein Profil ergeben, das an ein Bügeleisen erinnert. Weitere Übernamen waren Monocabine als Hinweis auf den einzigen Führerraum in der Mitte der Lok und coupe-jambon ‚Schinkenschneider‘ aufgrund des scheibenförmigen Fahrschalters, der an das Rundmesser einer Aufschnittschneidemaschine erinnerte. Außerhalb Frankreichs war auch der Begriff Französische Krokodile üblich, auch wenn die Lokomotiven nicht alle typischen Merkmale der Krokodil-Lokomotiven aufwies, weil die Lokomotive nur einen festen Rahmen hatte.